# Signe plus ou moins
Le signe plus ou moins (±) est un symbole mathématique utilisé pour indiquer une précision dans une approximation, ou comme raccourci dans la notation d'une quantité avec deux valeurs possibles. 
Les signes « ± » et « ∓ » sont utilisés aux échecs pour évaluer l'avantage positionnel d'un joueur. 

## Histoire
Une forme du signe, comprenant le mot « ou », a été utilisé dans un contexte mathématique par Albert Girard en 1626. Dans sa forme moderne, le signe apparaît dès 1631 dans Clavis Mathematicae de William Oughtred.

## Notation d'une quantité avec deux valeurs possibles
Cet usage se rencontre par exemple dans la formule donnant les solutions de l'équation du second degré.
Si {\displaystyle ax^{2}+bx+c=0} et {\textstyle b^{2}-4ac>0}, alors :
{\displaystyle x_{1,2}={\frac {-b\pm {\sqrt {b^{2}-4ac\ }}}{2a}}.}
En d'autres termes, les deux solutions de l'équation sont :
{\displaystyle x_{1}={\frac {-b+{\sqrt {b^{2}-4ac\ }}}{2a}}}
et
{\displaystyle x_{2}={\frac {-b-{\sqrt {b^{2}-4ac\ }}}{2a}}.}
En utilisant le signe ±, ces deux expressions sont contractées en une unique formule.
Dans certains contextes, l'usage de ± peut induire de la confusion. Par exemple {\displaystyle (a\pm b)^{2}} peut égaler
{\displaystyle a^{2}\pm 2ab+b^{2}} si on suit le développement classique
ou
{\displaystyle a^{2}\pm 2ab\pm b^{2}} si on traite la formule en la développant en {\displaystyle (a\pm b)(a\pm b)=a^{2}\pm ab\pm ab\pm b^{2}}.

## Approximation
L'insertion du signe ± entre deux nombres indique la marge d'erreur à appliquer au premier nombre. Par exemple, « 5,0 ± 0,2 » indique une quantité qui est à moins de 0,2 unité de 5 ; c’est-à-dire entre 5,0 - 0,2 et 5,0 + 0,2, donc entre 4,8 et 5,2. Cette approximation peut également se noter 5,0+0,2
−0,2.

## Chimie
En chimie, la notation (±) indique un racémique, c'est-à-dire un mélange en proportions égales des énantiomères lévogyre et dextrogyre d'un composé chiral. Ainsi, par exemple, un mélange équimolaire de (+)-alanine et (–)-alanine sera noté (±)-alanine.

## Échecs
Aux échecs, le signe « ± » indique que le joueur Blanc a une meilleure position que le joueur Noir. Le signe « ∓ » indique que le joueur Noir a une meilleure position que le joueur Blanc.

## Caractère
En Unicode, le signe plus ou moins a pour code U+00B1, son équivalent LaTeX est \pm et sa représentation HTML est &plusmn;.
Les codes ASCII pour le signe plus ou moins avec les systèmes Windows sont ALT 241 ou ALT 0177. Les systèmes Macintosh utilisent la suite de touches Option Shift = sur les claviers français, Option1 sur les claviers suisses, et Option Shift 9 sur les claviers québécois. Enfin, les systèmes Unix la suite de touches Compose + -.
Il y a également un caractère signe moins ou plus ( ∓ ) ; son code est U+2213. Ce symbole peut être utilisé accompagné de « ± » dans des expressions comme « x ± y ∓ z », qui peut être interprété comme « x + y - z » ou « x - y + z », mais pas « x + y + z », ni « x - y - z ». Les symboles du haut étant appairés, de même pour les symboles du bas, même en l'absence d'une indication visuelle de la dépendance. L'expression initiale peut être réécrite « x ± (y - z) », pour éviter toute confusion.
Ce signe ne doit pas être confondu avec les sinogrammes 土 (la terre) et 士 (l'érudit ou le guerrier)